# Caponago
Caponago est une commune italienne d'environ 5 200 habitants, située dans la province de Monza et de la Brianza, dans la région Lombardie, dans l'Italie nord-occidentale.

## Administration
| Période                                  | Période | Identité | Étiquette | Qualité |
| ---------------------------------------- | ------- | -------- | --------- | ------- |
|                                          |         |          |           |         |
| Les données manquantes sont à compléter. |         |          |           |         |

### Communes limitrophes
Agrate Brianza, Cambiago, Pessano con Bornago, Carugate